# 石川隼
石川 隼（いしかわ しゅん、1987年 - ）は、日本のテレビディレクター。
フジテレビジョンスタジオ戦略本部第3スタジオ所属。

## 経歴
神奈川県鎌倉市出身。藤嶺学園藤沢高等学校、慶應義塾大学卒業後、2010年にフジテレビ入社。バラエティ制作畑を歩む。「新しい波24」の演出を担当し、霜降り明星、ハナコ、ゆりやんレトリィバァ、四千頭身といった「お笑い第七世代」を、ブレイク前から早々に見出した。

## 担当番組

### 現在
- 千鳥の鬼レンチャン（ディレクター）
- 二宮ん家（総合演出）

### 過去
- アウト×デラックス（ディレクター）
- ホンマでっか!?TV（ディレクター）
- 前略、月の上から。（演出）
- ノリタケ・フミヤ・ヒロミが行く! キャンピングカー合宿〜出会い・ふれあい・幸せ旅〜 （ディレクター）
- 新しい波24（ディレクター・演出）
  - AI-TV（演出）
- ビートたけしのオワラボ（ディレクター）
- 梅沢富美男のズバッと聞きます!（ディレクター）
- スポーツジャングル（ディレクター）
- ウケメン（演出）
- ただ今、コント中。（ディレクター）
- IPPONグランプリ（ディレクター）
- クーリングオフ型ネタ見せ番組 金返せショー（演出）
- ENGEIグランドスラム（ディレクター）
- 新春！爆笑ヒットパレード（ディレクター）
- ナイナイ・キンコン・シモフリのカコイチ恥ずい旅（演出）
- Do8（演出）
- トレスギJO1（演出）
- 567↑8〜読み方決めるのって古くない?〜（ディレクター）
- 痛快TV スカッとジャパン（ディレクター）
- FNSラフ&ミュージック〜歌と笑いの祭典〜（ディレクター）
- ガチャガチャの言う通り!!〜丸投げナインティナイン〜（ディレクター）
- 爆さまネプナイン（ディレクター）
- なんかいみちゃうTV（演出）
- ネタパレ（ディレクター）
- JO1 CX-TV（演出）
- イタズラジャーニー（ディレクター）
- ドリフに大挑戦スペシャル（ディレクター） - 第2回
- ずっとみ（企画・演出）
- ぽかぽか（火曜 演出）
- ザ・共通テン!（プロデューサー）
など